# رؤیاهای حلقه
رؤیاهای حلقه (انگلیسی: Hoop Dreams) یک فیلم مستند آمریکایی به کارگردانی استیو جیمز و نویسندگی جیمز و فردریک مارکس ساختهٔ سال ۱۹۹۴ است. فیلم داستان دو دانش آموز دبیرستانی آفریقایی-آمریکایی در شیکاگو و رؤیای آن‌ها برای تبدیل شدن به بازیکنان حرفه‌ای بسکتبال است.
در اصل در نظر گرفته شده بود که فیلم کوتاه ۳۰ دقیقه برای سرویس خدمات عمومی تولید شود اما در نهایت این پروژه منجر به پنج سال فیلمبرداری و ۲۵۰ ساعت فیلم شد. فیلم برای اولین بار در سال ۱۹۹۴ در جشنواره فیلم ساندنس نمایش یافت که در آن برنده جایزه تماشاگران برای بهترین فیلم مستند شد.
این فیلم همچنین نامزد دریافت جایزه اسکار برای بهترین ویرایش فیلم شد. و با وجود طولانی بودن (۱۷۱ دقیقه) و سبک غیر تجاری آن مورد تحسین و محبوبیت بالای منتقدان قرار گرفت و موفق به فروش بیش از ۱۱ میلیون دلار در سراسر جهان شد.